# Еджеабат
Мадитос или Еджеабат (на турски: Eceabat; на гръцки: Μάδυτος) е градче в Източна Тракия, Турция, Вилает Чанаккале. Според преброяването от 2000 година Еджеабат има 5380 жители. До 1922 г. е вторият център на Галиполска и Мадитоска епархия, на 5 км северно от него е бил значимият античен тракийски град Сестос.

## География
Еджеабат се намира на Галиполския полуостров, срещу Чанаккале.

## История
Еджеабат е градът, до които най-близко се е състояла битката от 1915 година за полуостров Галиполи. В града има множество паметници, мемориални плочи и статуи, посветени на тази битка, в която живота си са дали повече от 120 000 войници от Турция, Обединеното Кралство, Франция, Австралия и Нова Зеландия.

## Личности
Родени в Еджеабат
- Антим Алексудис (1824 – 1909), гръцки духовник[1][2]
- Григорий Папакириаку (1818 – 1889), гръцки духовник, таворски (1866 – 1881) и лидийски архиепископ (1881 – 1889) на Йерусалимската патриаршия[3]
- Константин Анейски (около 1840 – 1912), гръцки духовник
- Козма Евморфопулос (1860 – 1902), гръцки духовник
- Лука Петридис (1850 – 1912), гръцки духовник
- Никифор Левантаридис (1854 – 1931), гръцки духовник
- Фотий Пайотас (1870 – 1928), гръцки духовник
- Хрисант Карамалис (1778 – 1846), гръцки духовник, драчки (1819 – 1833), смирненски (1833 – 1834) и бурсенски митрополит (1834 - 1846)[4]
- Хрисостом Кавуридис (1870 – 1955), гръцки духовник
- Хрисостом Пападопулос (1868 – 1938), гръцки духовник